# Zeritis aurivillii
Zeritis aurivillii är en fjärilsart som beskrevs av Schultze 1908. Zeritis aurivillii ingår i släktet Zeritis och familjen juvelvingar. Inga underarter finns listade i Catalogue of Life.